# Tokyo Gurentai
Tokyo Gurentai (東京愚連隊, Tōkyō Gurentai) é uma equipe de wrestling profissional, atualmente composta por Fujita, Kikuzawa, Mazada e Nosawa Rongai. A equipe foi formada em 2000 por Kikuzawa, Mazada e Nosawa e desde então tem participado as três maiores promoções do Japão: All Japan Pro Wrestling, New Japan Pro Wrestling e Pro Wrestling Noah, bem como em várias promoções do circuito independente, Dramatic Dream Team (DDT ), Diamond Ring, Kaientai Dojo, Osaka Pro Wrestling e Wrestling New Classic (WNC), além de produzir regularmente os seus próprios eventos independentes. O grupo também fez participações em alguns ventos promocionais no México e nos Estados Unidos. Atualmente o grupo está a trabalhar principalmente para a Wrestle-1. A palavra "Gurentai", que significa "arruaceiros", é uma rferências a uma das três principais categorias dos membros do yakuza no sindicato do crime.

## História

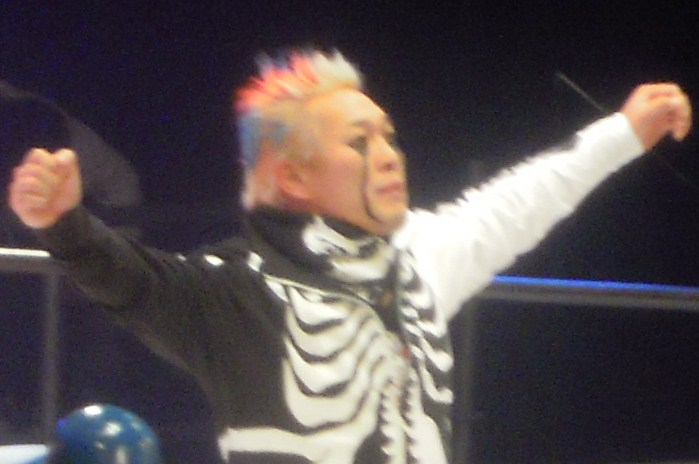
Nosawa Rongai

Em julho de 2000, enquanto trabalhavam para a promoção Xtreme Pro Wrestling (XPW) em Los Angeles, os lutadores japoneses Kanazawa e Nozawa criaram a equipe "Tokyo Gurentai". Mais tarde, naquele mesmo mês, Nozawa usou o mesmo nome da equipe, enquanto parceria com o companheiro Mazada no circuito independente mexicano, e acumularam duas derrotas contra os Los Rayos Tapatío (Rayo Tapatío I e o Rayo Tapatío II) pelos UWA World Tag Team Championship. Após o seu regresso ao Japão, Kikuzawa, Mazada e Nozawa reuniram-se para promoções locais independentes até janeiro de 2001, quando Kikuzawa deixou o grupo para concentrar-se no seu trabalho na Osaka Pro Wrestling como um personagem mascarado de comédia, chamado Ebessan. Em março seguinte, Mazada e Nozawa voltaram ao México para trabalhar para a International Wrestling Group Revolution (IWRG), onde Fujita juntou-se a eles, tornando-se o terceiro membro dos Tokyo Gurentai. Os três também reuniram-se para promoções nos Estados Unidos no mês seguinte. Mazada e Nozawa voltaram a IWRG durante o verão de 2001, e primeira perderam para Mike Segura e o Último Vampiro numa luta em maio 31, e depois de derrotar os  Los Megas  (Mega e o  Mega Super) em 10 de Junho onde ganharam do IWRG Intercontinental Tag Team Championship. Eles mantiveram os títulos durante um mês, antes de o perederem quando Nozawa não apareceu a uma defesa de título marcada. Como a relação entre Mazada e Nozawa ficou azeda, a equipe se encerrou.
Mazada e Nozawa finalmente fizeram as pazes em Abril de 2002 e no mês seguinte começaram a trabalhar em conjunto para a promoção mexicana Consejo Mundial de Lucha Libre (CMLL), formando uma nova versão dos Tokyo Gurentai com o Takemura. O grupo também retornou à IWRG em Junho de 2003 e ganharam o IWRG Intercontinental Trios Championship da promoção aos  Los Megas  (Mega, Omega e Ultra Mega). Eles, no entanto, mantiveram o título durante uma semana antes de perdê-lo de volta para os Los Megas. No mesmo mês, os Tokyo Gurentai produziram seu próprio evento independente em Tulancingo, Hidalgo. Takemura deixou os Tokyo Gurentai, em outubro de 2003, depois de assinar um contrato com a New Japan Pro Wrestling (NJPW), enquanto Mazada e Nozawa começaram a trabalhar regularmente para a All Japan Pro Wrestling (AJPW) em fevereiro de 2004. Em maio de 2004, Mazada e Nozawa também fizeram aparições para a NJPW, e fizeram uma briga com o ex-membro Takemura. No mês seguinte, Takemura despediu-se da NJPW e foi para a AJPW, e voltou para os Tokyo Gurentai. Mazada e Nozawa, mais tarde conhecidos como Nosawa Rongai (Nosawa 論 外) (o que fez dele o primeiro membro Tokyo Gurentai a usar roteiro japonês como parte do seu nome no ringue), eles receberam a sua primeira oportunidade por um título na AJPW em outubro de 2004, quando desafiaram sem sucesso o Genichiro Tenryu e Masanobu Fuchi pelos All Asia Tag Team Championship. Em fevereiro de 2005, Mazada e Nozawa tinham um outro projeto que falhou, após Nozawa ter formado uma nova equipa RonKHaz com o Kaz Hayashi, pondo o futuro dos Tokyo Gurentai em causa. Enquanto que os Tokyo Gurentai estavam inativos no Japão, os três membros originais do grupo, Kanazawa, Mazada e Nozawa, reuniram-se durante uma noite em Abril de 2005, a trabalhar para a promoção baseada em Los Angeles Alternative Wrestling Show (AWS).

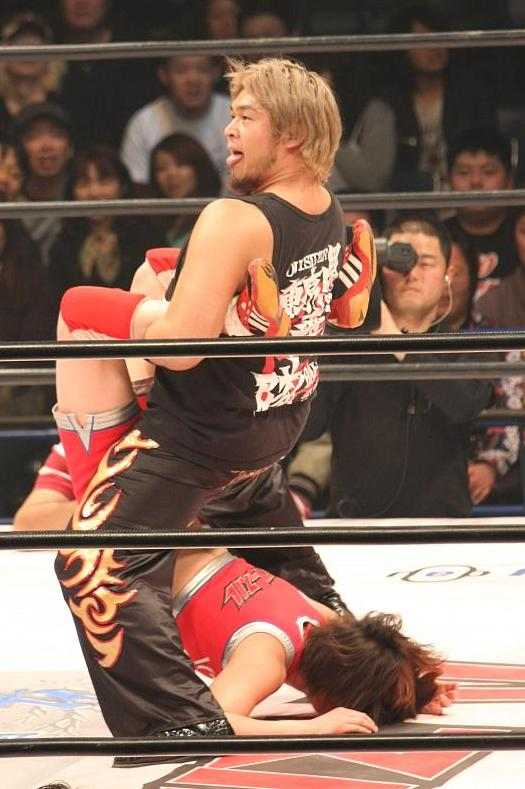
Takemura

Mazada e Nosawa tentaram reunir-se também no Japão em junho de 2005 para entrar num torneio pelo All Asia Tag Team Championship, no entanto, depois de serem eliminados na primeira rodada, os dois começaram a ter uma rivalidade um com o outro, levando a um combate em julho em quem perdesse saia, onde Mazada derrotou Nozawa, forçando-o a deixar AJPW Antes do fim do ano, Mazada e Nosawa fizeram várias tentativas para obter mais uma vez juntos, o que levou a eles reformar os Tokyo Gurentai com Takemura em dezembro.No mês seguinte, Mazada e Nozawa voltaram à AJPW, onde, dois meses depois, eles ganharam o primeiro torneio anual Junior Tag League. Em junho de 2006, Mazada e Nozawa também voltaram para o México, a trabalhar para a Toryumon México. Em janeiro de 2008, os Tokyo Gurentai foram transformados numa organização oficial, que começaram a produzir os seus próprios eventos numa base mais regular, com a Mazada, Nozawa e Takemura tornando-se os representantes oficiais. Em março de 2008, Mazada e o Nozawa reviveram os UWA World Tag Team Championship, os titulos não foram vistos durante oito anos, até serem perdidos para a equipe de Kagetora e de Kota Ibushi num evento realizado pela El Dorado Wrestling. Em dezembro, Mazada, Nozawa e Takemura ganharam o Apex of Triangle Six-Man Tag Team Championship da promoção Mobius. Em janeiro de 2009, Takemura sofreu uma lesão no ombro, o que acabou por forçar-lhe aposentar-se do wrestling profissional. Em fevereiro de 2009, Fujita reuniu-se com Mazada e Nozawa, efetivamente substituindo Takemura como o terceiro membro dos Tokyo Gurentai. Ele tornou-se oficialmente parte do grupo em janeiro de 2010. De 2008 a 2010, os Tokyo Gurentai eram um sub-grupo do grupo da AJPW chamado simplesmente Gurentai, que também incluiu Minoru Suzuki, Taiyo Kea e Yoshihiro Takayama. Durante os primeiros seis meses de 2010, Fujita, Mazada e Nozawa trabalharam para a Dramatic Dream Team (DDT) e Osaka Pro Wrestling e entre as duas promoções ganharam o UWA World Trios Championship em duas ocasiões.
Pouco tempo depois, o Tokyo Gurentai se ividiu, quando Fujita e Nozawa juntaram-se à Pro Wrestling Noah, onde perseguiram os GHC Junior Heavyweight Tag Team Championship, enquanto a Mazada continuou a ser um membro regular da AJPW. Em 2011, a equipe foi duramente atingida, quando pela primeira vez em fevereiro, Nozawa foi preso por roubar um táxi, o que levou a fazer uma pausa do wrestling profissional, e depois em maio, Mazada também ficou inativo, depois de ter sido suspenso pela AJPW no seu papel numa briga de bastidores entre Nobukazu Hirai e Yoshikazu Taru, que deixou Hirai em coma. Tokyo Gurentai reuniu-se em 28 de setembro de 2011, quando o grupo produziu o seu próprio evento intitulado  Tokyo Love II: Second Chance . Após o evento principal, onde Nozawa perdeu o Tokyo World Heavyweight Championship para o Sanshiro Takagi, ele foi confrontado por Mazada, que sugeriu que os dois reformassem a sua equipe antiga. O evento concluiu com o Mazada, Nozawa, Fujita e Kikuzawa novamente se juntassem para mostrar que os Tokyo Gurentai estavam de volta com força total. Durante a maior parte de 2012, Mazada e Nosawa, passaram longe um do outro, com Mazada continuando a trabalhar regularmente para AJPW e Nozawa para a Dimond Ring. A carreira de Nozawa também foi interrompida durante três meses por uma acusação tráfico de drogas, apesar de todas as acusações contra ele terem sido retiradas mais tarde.
Em setembro de 2012, Nozawa voltou a AJPW, onde ele e Mazada, mais uma vez tentaram ganhar os All Asia Tag Team Championship, mas foram derrotados por Koji Kanemoto e Minoru Tanaka nas semifinais de um torneio pelo título desocupado.

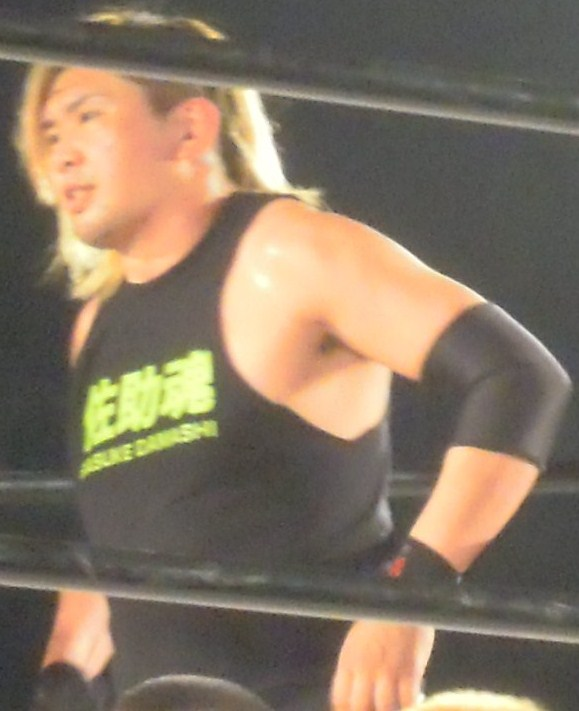
Fujita

Atualmente o Nosawa e o Mazada fazem parte do grupo Real Desperado na Wrestle-1.

## Titulos Promovidos
| Tiulos (ão)                                  | Atual campeão (ões)         | Data em que ganharam   | A quem ganharam         |
| -------------------------------------------- | --------------------------- | ---------------------- | ----------------------- |
| Tokyo World Heavyweight Championship         | Masaaki Mochizuki           | 11 de Dezembro de 2014 | Mazada                  |
| Tokyo Intercontinental Tag Team Championship | Kikutaro e Stalker Ichikawa | 1º de Dezembro de 2015 | Chikara e Mitsuo Momota |
| Tokyo World Tag Team Championship            | Dos Caras e Mil Máscaras    | 4 de Dezembro de 2013  | Mazada e Nosawa Rongai  |

## Titular e Prêmios
- All Japan Pro Wrestling
  - AJPW Junior Tag League (2006) – Mazada e Nosawa[2]
- Apache Pro-Wrestling Army
  - WEW World Tag Team Championship (1 vez) – Mazada e Nosawa[5]
- Dramatic Dream Team
  - UWA World Trios Championship (2 vezes) – Fujita, Mazada e o Nosawa[2][45]
- International Wrestling Revolution Group
  - IWRG Intercontinental Tag Team Championship (1 vez) – Mazada e Nosawa[2]
  - IWRG Intercontinental Trios Championship (1 vez) – Mazada, Nosawa e o Takemura[2]
- Mobius
  - Apex of Triangle Six-Man Tag Team Championship (1 vez) – Mazada, Nosawa e o Takemura[2]
- Tokyo Gurentai
  - Tokyo Intercontinental Tag Team Championship (1 vez) – Mazada e Hub[46]
  - Tokyo World Heavyweight Championship (2 vezes) – Nosawa (1) e Fujita (1)[38][47]
  - Tokyo World Tag Team Championship (1 vez) – Mazada e o Nosawa[47]

## Ligações Externas
- Tokyo Gurentai no X (em japonês)